# Имя (фильм, 2012)
«И́мя» (фр. Le Prénom) — французский художественный фильм режиссёров Александра де ла Пательера и Матьё Делапорта, экранизация их одноимённой комедийной пьесы. Мировая премьера состоялась 25 апреля 2012 года.

## Сюжет
Во время дружеской вечеринки Венсан (Патрик Брюэль), готовящийся стать отцом, на вопрос о выборе имени для малыша называет имя Адольф (правда, через «ph» — Adolphe). Эта невинная, с его точки зрения, шутка вызывает эффект разорвавшейся бомбы, в результате чего каждый из участников вечеринки узнаёт совершенно неожиданные факты о том, как их воспринимают окружающие, и что самое главное — близкие друзья.

## В ролях
- Патрик Брюэль — Венсан Ларше, риэлтор
- Валери Бенгиги — Элизабет Ларше («Бабу»), сестра Венсана, учитель французского языка в колледже
- Шарль Берлен — Пьер, муж Элизабет, профессор Университета Сорбонна, друг Венсана
- Гийом де Тонкедек — Клод, тромбонист в оркестре радио Франции, друг Венсана и Пьера
- Жюдит Эль-Зейн — Анна, беременная жена Венсана
- Франсуаза Фабиан — Франсуаза, мать Венсана и Элизабет
- Янис Леспер — разносчик пиццы
- Алексис Леприз — Аполлен, сын Пьера и Элизабет
- Жюльетт Леван — Миртиль, дочь Пьера и Элизабет

## Награды и номинации
| Премия       | Категория                         | Лауреаты и номинанты                                                                          | Результаты |
| ------------ | --------------------------------- | --------------------------------------------------------------------------------------------- | ---------- |
| «Сезар»-2013 | Лучшая мужская роль второго плана | Гийом Де Тонкедек                                                                             | Победа     |
| «Сезар»-2013 | Лучшая женская роль второго плана | Валери Бенгиги                                                                                | Победа     |
| «Сезар»-2013 | Лучший фильм                      | Дмитрий Рассам, Жером Сейду (продюсеры), Матьё Делапорт, Александр де Ла Пательер (режиссёры) | Номинация  |
| «Сезар»-2013 | Лучшая мужская роль               | Патрик Брюэль                                                                                 | Номинация  |
| «Сезар»-2013 | Лучший адаптированный сценарий    | Матьё Делапорт и Александр де Ла Пательер                                                     | Номинация  |